# Piatnitzkysauridae
Famille
Les Piatnitzkysauridae sont une famille éteinte de dinosaures théropodes Megalosauroidea. La famille a été créée par Carrano et al. en 2012. Ils ont vécu en Argentine et aux États-Unis au cours du Jurassique, du Callovien au Tithonien.

## Liste des genres

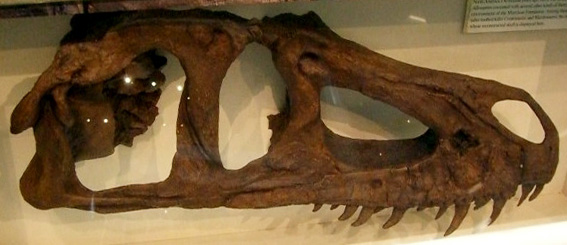
Crâne de Marshosaurus.

Les Piatnitzkysauridae regroupent les genres : 
- † Condorraptor
- † Marshosaurus
- † Piatnitzkysaurus. Ce dernier genre a donné son nom à la famille.

## Classification
Cladogramme des Megalosauroidea établi en 2010 par Roger Benson (d), avec la position des genres Condorraptor, Marshosaurus et Piatnitzkysaurus, que Matthew T. Carrano (d) et al. (2012) ont ensuite classé, en 2012, comme appartenant à la famille des Piatnitzkysauridae :
|  | Marshosaurus                                                      |
|  |                                                                   |
|  | \| \| Condorraptor \| \| \| \| \| \| Piatnitzkysaurus \| \| \| \| |
|  |                                                                   |
|  | Condorraptor                                                      |
|  |                                                                   |
|  | Piatnitzkysaurus                                                  |
|  |                                                                   |

|  | Condorraptor     |
|  |                  |
|  | Piatnitzkysaurus |
|  |                  |

|  | Marshosaurus                                                      |
|  |                                                                   |
|  | \| \| Condorraptor \| \| \| \| \| \| Piatnitzkysaurus \| \| \| \| |
|  |                                                                   |
|  | Condorraptor                                                      |
|  |                                                                   |
|  | Piatnitzkysaurus                                                  |
|  |                                                                   |

|  | Condorraptor     |
|  |                  |
|  | Piatnitzkysaurus |
|  |                  |

|  | Marshosaurus                                                      |
|  |                                                                   |
|  | \| \| Condorraptor \| \| \| \| \| \| Piatnitzkysaurus \| \| \| \| |
|  |                                                                   |
|  | Condorraptor                                                      |
|  |                                                                   |
|  | Piatnitzkysaurus                                                  |
|  |                                                                   |

|  | Condorraptor     |
|  |                  |
|  | Piatnitzkysaurus |
|  |                  |

|  | Marshosaurus                                                      |
|  |                                                                   |
|  | \| \| Condorraptor \| \| \| \| \| \| Piatnitzkysaurus \| \| \| \| |
|  |                                                                   |
|  | Condorraptor                                                      |
|  |                                                                   |
|  | Piatnitzkysaurus                                                  |
|  |                                                                   |

|  | Condorraptor     |
|  |                  |
|  | Piatnitzkysaurus |
|  |                  |

La définition des Piatnitzkysauridae selon Carrano et al. en 2012 est que cette famille  inclut tous les Megalosauroidea plus proches de Piatnitzkysaurus que Spinosaurus ou Megalosaurus. Les Piatnitzkysauridae sont ainsi des Megalosauroidea basaux positionnés en groupe frère des Megalosauria.